# Старый город (Братислава)
Старый город (словац. Staré Mesto) — район Братиславы, в котором находится исторический центр столицы Словакии, набережная Дуная и Братиславский замок. Является городским памятником-заказником и самой посещаемой туристами частью Братиславы.

## География

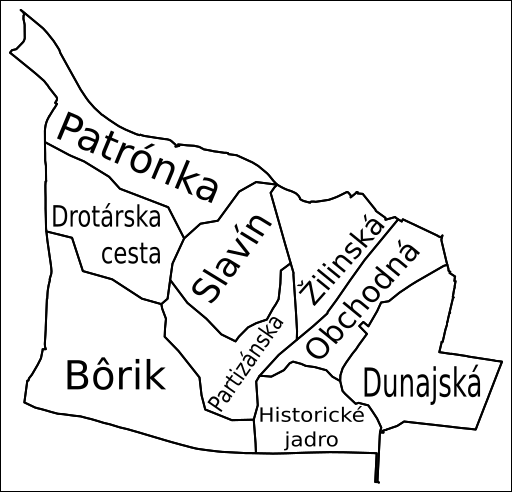
Районы в Старом городе

Старый город граничит с рекой Дунай на западе, Карловой Весью на севере, Новым городом на севере и востоке, и Ружиновым на востоке и юге. Является историческим центром Братиславы, расположенным между бывшими городскими стенами.
Западная часть района представляет собой холмистую местность (часть горного хребта Малые Карпаты) с Братиславским замком, Мемориалом Славин, Горским парком (словац. Horský park), множеством особняков и большинством иностранных посольств в Словакии. Холмистая местность заканчивается на юге у Дуная с Мавзолеем Хатама Софера и холмом Братиславского замка, а на западе у автомагистрали D2. Эта часть Братиславы более тихая, чем другие части Старого города, и, за исключением замка, редко посещается туристами.
Восточная часть является историческим и административным центром. Известные здания и пространства включают Дворец Грашалковичей, Троицкую церковь, Братиславскую ратушу, собор Святого Мартина, Михайловские ворота, Дворец приматов, Университет Коменского, главный железнодорожный вокзал (Hlavná stanica), Словацкий национальный театр, Площадь Словацкого национального восстания, главная площадь (Hlavné námestie), площадь Гвездослава (Hviezdoslavovo námestie), Каменная площадь (Kamenné námestie), Улица магазинов (Obchodná ulica), Аптека Сальватора, Дворец Мирбаха и многие другие старыинные церкви и дворцы. Также сохранились остатки средневековых городских стен Братиславы, которые в настоящее время закрыты для посещений.

## Галерея

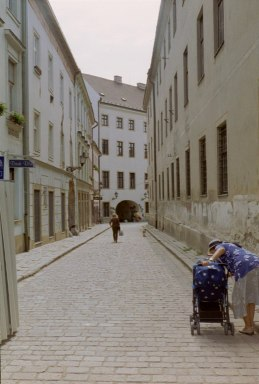
Типичная мощеная улица в Старом городе Братиславы.
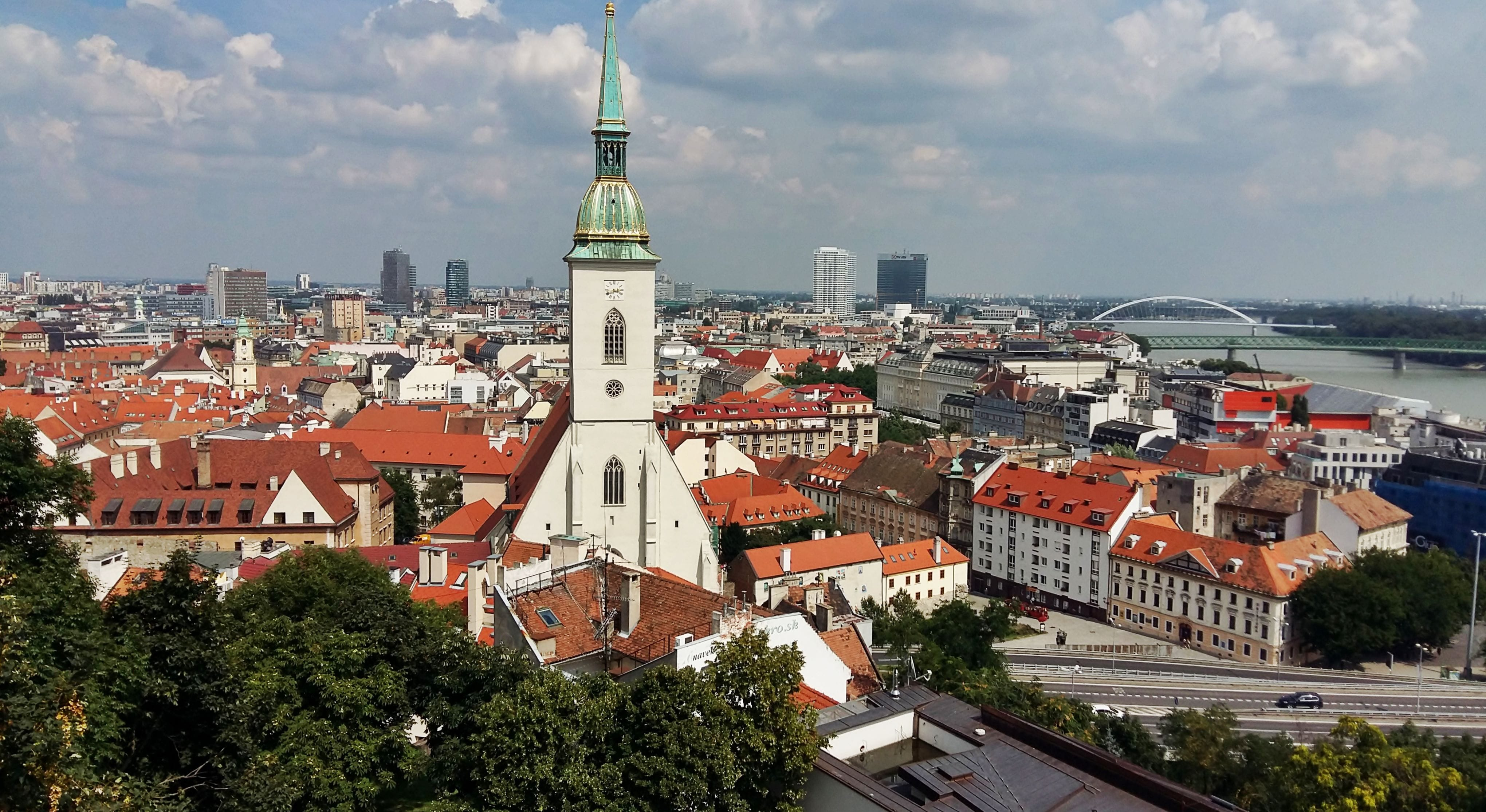
Старый город с Замковой горы
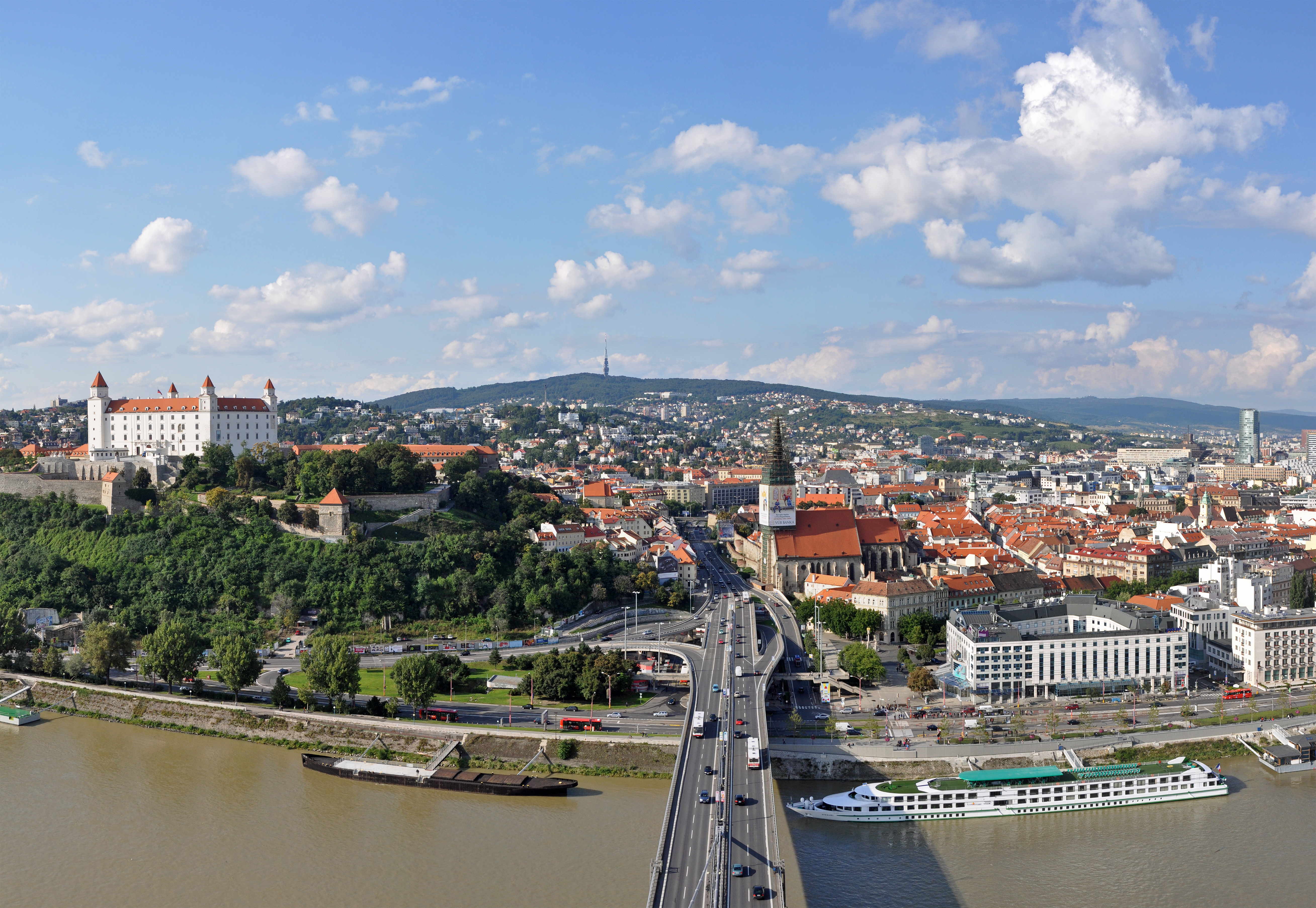
Старый город с Нового Моста